# Limnophora exuta
Limnophora exuta är en tvåvingeart som först beskrevs av Kowarz 1893.  Limnophora exuta ingår i släktet Limnophora och familjen husflugor. Arten har ej påträffats i Sverige. Inga underarter finns listade i Catalogue of Life.